# Totempo HvIK
Totempo HvIK je hokejový klub z Hvidovru, který hraje Dánskou hokejovou ligu.
Klub byl založen roku 1966. Jejich domovským stadionem je Frihedens Idrætscenter s kapacitou 2200 lidí.